# 未知への飛翔
『未知への飛翔』（Fish Out of Water）は、イエスのベーシストとして知られるクリス・スクワイアの初となるソロ・アルバム。

## 概要
1975年から1976年にかけて行われた、イエスの5人のメンバー全員がソロ・アルバムをリリースする、という企画の一環であり、当該企画でスティーヴ・ハウに続いて二番目にリリースされた。

## 内容
クリス・スクワイア自身が作曲と歌唱、ベース演奏を担当している。以前在籍していたバンド、ザ・シンでオルガンを担当していたアンドリュー・ジャックマン (Andrew Jackman) がオーケストラ・アレンジと指揮を担当しており、シンフォニック・ロックという作風に仕上がっている。また、ゲスト・プレイヤーとしてビル・ブルーフォードやパトリック・モラーツも参加している。
通常、ベーシストがソロ・アルバムを制作する場合、ボーカリストや作曲家、或いは人気スターとしての面が強調される例が多いが、本作はベーシストとしてのクリス・スクワイアの比重が大きいとされている。実際に聴いてみても、ベースの音量が非常に大きくミックスされており、イエスとは異なったサウンドに仕上がっている。
後のCDでの再発時の限定盤にはDVDが付加されていた。DVDの収録内容はBBCで放送されたアルバム1曲目のスタジオ・ライブの映像と、再発時のクリス・スクワイアへのインタビューであった。

## 評価
『メロディ・メイカー』誌における同年12月13日付けのアルバム・ランキングで、初登場28位。

## 収録曲
全曲、作曲はクリス・スクワイア。
A面
1. ホールド・アウト・ユア・ハンド - "Hold Out Your Hand" – 4:13
2. ユー・バイ・マイ・サイド - "You By My Side" – 5:00
3. サイレントリー・フォーリング - "Silently Falling" – 11:27

B面
1. ラッキー・セヴン - "Lucky Seven" – 6:54
2. セイフ - "Safe (Canon Song)" – 14:56

### 2018年デラックス・ボックスセット・エディション・ボーナストラック
1. "Lucky Seven (Single version)" – 3:29
2. "Silently Falling (Single version)" – 2:59
3. "Run with the Fox" – 4:11
4. "Return of the Fox" – 4:02

※「Return of the Fox」は、クリス・スクワイア&アラン・ホワイトのシングル「Run with the Fox」（1981年）のB面に収録。両曲ともクリス・スクワイアとアラン・ホワイト作曲で、元キング・クリムゾンのピーター・シンフィールド作詞。

## パーソネル
クレジットはアルバムのイギリスおよびアメリカ・リリースのライナーノーツから引用したものである。
- クリス・スクワイア (Chris Squire) – ボーカル、ベース、12弦ギター (3、5)、ドラム (2)[3]
- ビル・ブルーフォード (Bill Bruford) – ドラム、パーカッション
- メル・コリンズ (Mel Collins) – テナー・サクソフォーン (3)、アルト&ソプラノ・サクソフォーン (4)
- ジミー・ヘイスティングス (Jimmy Hastings) – フルート (2)
- パトリック・モラーツ (Patrick Moraz) – ベース・シンセサイザー、オルガン (3)
- バリー・ローズ (Barry Rose) – パイプ・オルガン (1)
- アンドリュー・プライス・ジャックマン (Andrew Pryce Jackman) – ピアノ、エレクトリック・ピアノ、オーケストレーション、指揮
- ジュリアン・ゲイラード (Julian Gaillard) – ストリングス・リーダー
- ジョン・ウィルブラハム (John Wilbraham) – ブラス・リーダー
- ジム・バック (Jim Buck) – ホーンズ・リーダー
- エイドリアン・ベット (Adrian Bett) – 木管楽器リーダー
- ニッキー・スクワイア (Nikki Squire) – バック・ボーカル (1)
- アラン・ホワイト (Alan White) – ドラム (8、9)